# Czike László
Czike László (Budapest, 1950. április 10. – 2023. december 5.) magyar közgazdász, gazdasági tanácsadó, író és publicista.

## Élete és szakmai pályája
Diplomáját a Marx Károly Közgazdaságtudományi Egyetem ipari karán védte meg 1977-ben vállalati stratégiából. Több mint harmincéves gazdasági vezetői gyakorlattal rendelkezik. A rendszerváltást megelőzően állami vállalatok munkatársa volt (pl. Magyar Posta, MÁV, ÁFOR, Hungarocamion, Közlekedéstudományi Intézet), mind magasabb vezető beosztásokban, azt követően pedig privatizációs tanácsadóként, vállalkozási igazgatói beosztásban dolgozott (CO-NEXUS Rt., Consult-Service Kft.). 1995 után már menedzsment-tanácsadással, valamint szakmai tanulmányok írásával is foglalkozott. 1996-ban nagyvállalatoknál volt főtanácsadó (Antenna Hungária Rt., BKV Zrt. stb.), 1997-ben pedig közel egy évig vezető közgazdásza, illetve az akkori elnök, Peták István főtanácsadója volt a Magyar Televízió Rt.-ben. 
1996 és 1998 között Varga Mihály, a Fidesz akkori kabinetfőnökének tanácsadója volt, mint szakértő, államadóssági és privatizációs ügyekben.
2000-ben Domokos László, a Fidesz akkori gazdasági kabinetvezetőjének szakértőjeként az állami költségvetés és a zárszámadás, valamint törvénytervezetek felülvizsgálója volt.
Vácott élt, 2010 óta nyugdíjas volt. Nős, hat gyermek édesapja. 10 unokája és 2 dédunokája van.

## Író-publicista munkássága
Első írásai az Ötlet (1989) és a Ludas Matyi (1990) számaiban láttak napvilágot. 1995 óta rendszeresen ír és publikál: politikai esszéit, gazdasági elemzéseit, pamfletjeit és Szentírás-magyarázatait számos lap, folyóirat (Magyar Nemzet, Hunnia, Demokrata, Új Idők, Új Magyarország, Kapu, Nemzetőr, Szövetség, Leleplező, Magyar Hírlap stb.) közölte és közli napjainkban is. Írásai egyre több internetes oldalon is olvashatók. 
Könyvek szerzője is, eddig kilenc könyve jelent meg, ám kéziratban is van még számos kiadatlan munkája

## Művei

### Kiadott könyvei
- Nexusban a Co-Nexussal. Heti Válasz Kiadó, 2001
- Magyarország privatizációja. Kapu Könyvek, 2003
- A szeretet törvénye. Kairosz Kiadó, 2004
- A pokol legalsóbb bugyra – A magyar közszolgálati televízió. Gold Book Könyvkiadó, 2006
- Sándor András, a szabadgondolkodó. Heraldika Kiadó, 2006
- Végtelenek keresztútján. Edition Nove, 2009
- Csillagközi mag a földi Grálban. Edition Nove, 2009
- Kicsinyhitűeknek a kifürkészhetetlenről. Edition Nove, 2010
- Az arany rózsakereszt. Edition Nove, 2010
- Orbán Viktor szupersztár – Fenyvesi Miklós, Miskolci Nyomda, 2017
- Rendszerváltó szabadkőművesek – Fenyvesi Miklós, Ceglédi Nyomda, 2017
- Digitális reinkarnáció – Fenyvesi Miklós, Ceglédi Nyomda, 2017
- Az okkult apriori – Fenyvesi Miklós, 2018
- A Mennyei Jeruzsálem – Fenyvesi Miklós, 2018
- A Sumér Annunaki és a Szent Grál – Fenyvesi Miklós, 2018
- Mezopotámirak – Fenyvesi Miklós, 2018
- A Cinderella-kisvasút – Fenyvesi Miklós, 2018
- Történelmi arcképcsarnok (Rendszerváltó szabadkőművesek II.) – Fenyvesi Miklós, 2018
- Az Antikrisztus – Fenyvesi Miklós, 2018
- Paprikajancsi és az Európai Egyesült Állatok – Fenyvesi Miklós, 2018
- Elektronikus kiadványok
- Sándor András, a szabadgondolkodó. 2013. DigiBook
- A szeretet törvénye. 2013. DigiBook
- Magyarország privatizációja. 2014. DigiBook
- Mezopotámirak. 2014. DigiBook
- Digitális reinkarnáció. 2015. DigiBook
- Kicsinyhitűeknek a kifürkészhetetlenről. 2016. DigiBook

### Időszakos kiadványok
- Rendszerváltó szabadkőművesek. Ébredés 123. szám., 2010
- Digitális reinkarnáció. Ébredés 129. szám., 2010